# Prospero Colonna (Kardinal, um 1410)
Prospero Colonna (* um 1410 in Rom; † 24. März 1463 ebenda) war ein italienischer Geistlicher und Kardinal der Römischen Kirche.

## Leben
Prospero Colonna war das 5. Kind des Grafen Lorenzo Onofrio Colonna und ein Neffe von Papst Martin V., der ihn am 24. Mai 1426 in pectore zum Kardinal machte. Der als Apostolischer Notar genannte Colonna war bereits seit Juni 1424 Archidiakon von Canterbury, was er bis 1434 blieb. Nachdem der Papst seinen Namen als Kardinal am 8. November 1430 veröffentlicht und ihn zum Kardinaldiakon der Titelkirche San Giorgio in Velabro erhoben hatte, wurde er 1430 noch Kommendatarabt von Casamari. Papst Eugen IV. verwies ihn am 9. Oktober 1433 aus der Stadt Rom, rehabilitierte ihn aber schon kurze Zeit später.
Seit September 1437 Kardinalprotodiakon, war er für das Jahr 1439 der Kämmerer des Heiligen Kardinalskollegiums. Der an Archäologie interessierte Kardinal forcierte die Wahl von Papst Nikolaus V. und krönte ihn am 19. März 1447 zum Papst. Er begleitete ihn 1449 nach Spoleto, da in Rom die Pest herrschte.
Nachdem er am 20. April 1455 Kalixt III. zum Papst gekrönt hatte, war er im Konklave von 1458 der Favorit des Herzogs von Mailand. Doch wählte das Kollegium Kardinal Enea Silvio Piccolomini, den er am 3. September 1458 als Papst Pius II. krönte. Dieser sandte ihn 1460 nach Mantua, um dort eine Fürstentagung zur Durchführung eines Kreuzzuges gegen die Türken vorzubereiten.
Colonna, der auch Erzpriester der Lateranbasilika war und eine große Bibliothek besaß, nahm als Wähler an den Konklaven von 1431, 1447, 1455 und 1458 teil.